# إدواردو بولسونارو
إدواردو بولسونارو (من مواليد 10 يوليو 1984) سياسي برازيلي ومحامي وضابط شرطة فيدرالي. وهو الابن الثالث لـ جايير بولسونارو الرئيس 38 للبرازيل.

## الحياة المهنية
هو عضو في مجلس النواب منذ عام 2015، وينتمي إلى الحزب الاجتماعي الليبرالي. في عام 2018 أعيد انتخابه لولاية ثانية كنائب اتحادي، كونه المشرع الأكثر تصويتًا في تاريخ البرازيل بعد حصوله على 1.8 مليون صوت.
في فبراير 2019 أفيد أن بولسونارو كان ينضم إلى الحركة. تدعم المنظمة التي تتخذ من أوروبا مقراً لها الشعبوية اليمينية، وقد أسسها كبير الاستراتيجيين السابق في البيت الأبيض ستيف بانون. وهو ممثل المجموعة في أمريكا الجنوبية.
في مجلس النواب يترأس بولسونارو لجنة الشؤون الدولية والدفاع الوطني.
تمت دعوة بولسونارو من قبل والده ليصبح سفيرا في الولايات المتحدة. أيدت الإدارة الأمريكية في عهد دونالد ترامب رسميًا ترشيح إدواردو بولسونارو. في أكتوبر 2019 بعد تأكيده كقائد لـ الحزب الاجتماعي الليبرالي في مجلس النواب، انسحب بولسونارو من ترشيحه وعين الرئيس بولسونارو القائم بالأعمال نيستور فورستر.
في 31 أكتوبر 2019 هدد بولسونارو بتقديم «القانون المؤسسي رقم خمسة جديد» ردًا على اتهامات التطرف اليساري. كان القانون المؤسسي رقم خمسة هو الخامس من سبعة عشر قرارًا رئيسيًا أصدرته الدكتاتورية العسكرية في البرازيل والتي منحتهم سلطة تجاوز الحكومة والدستور.
كان بولسونارو أحد الموقعين على ميثاق مدريد في 26 أكتوبر 2020 الذي ساغه حزبه السياسي اليميني الإسباني فوكس. نددت الوثيقة بالمنظمات اليسارية في أمريكا الأيبيرية ووصفت هذه الجماعات اليسارية بأنها «إجرامية»، وتقول إن هذه الجماعات تشكل تهديدًا للديمقراطية الليبرالية من خلال الشيوعية، وأنها جزء من مؤامرة عالمية متأثرة بكوبا.

## الحياة الشخصية

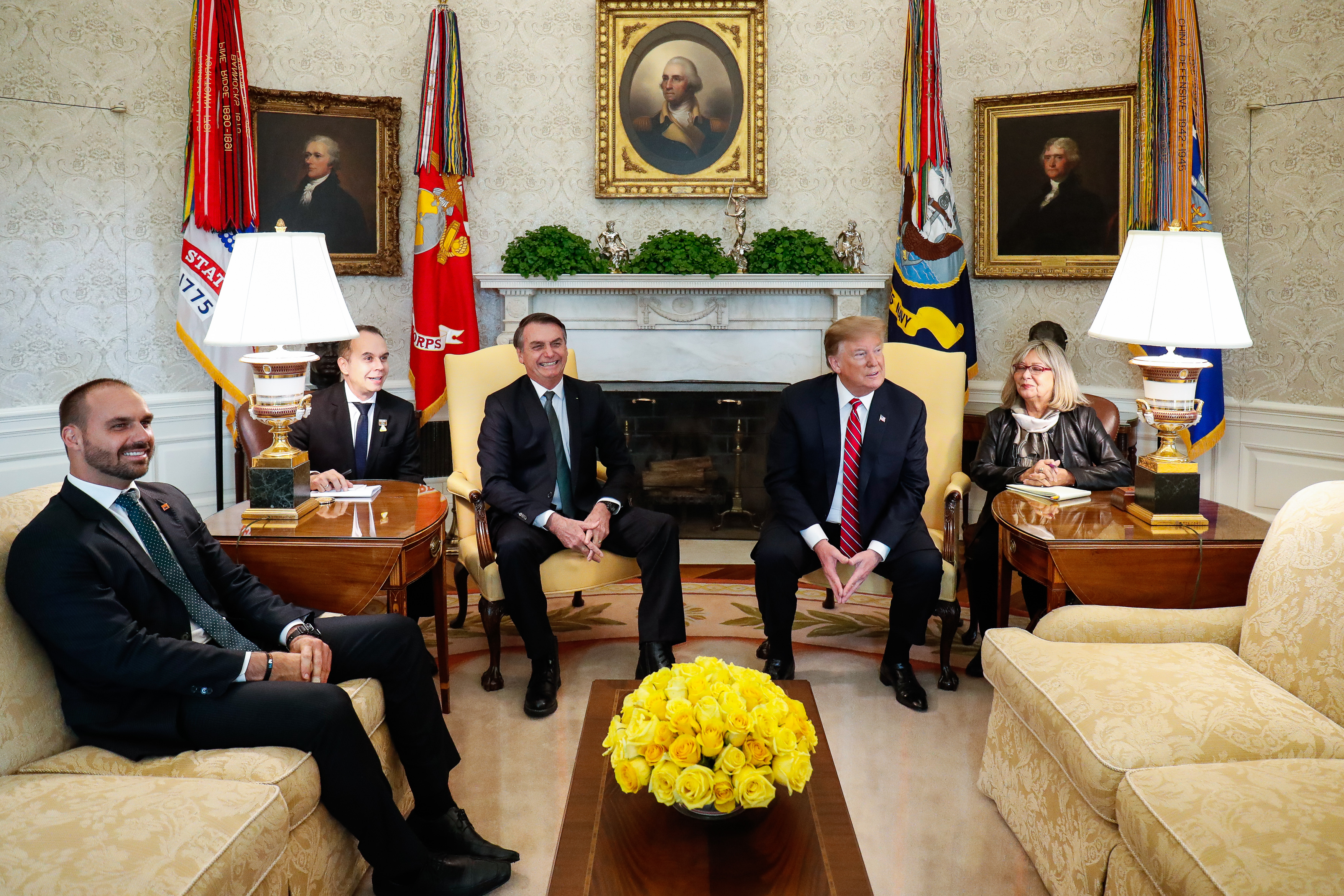
الجمعية التشريعية

إخوته هم فلافيو بولسونارو عضو الجمعية التشريعية لريو دي جانيرو من 2003 إلى 2019 وعضو حاليًا في مجلس الشيوخ الفيدرالي، وكارلوس بولسونارو عضو مجلس مدينة ريو دي جانيرو منذ عام 2001. تزوج من عالمة النفس هيلويزا وولف في 25 مايو 2019 في سانتا تيريزا، ريو دي جانيرو. كان حفل الزفاف حفلًا حميمًا لـ 150 ضيفًا، بما في ذلك والد العريس رئيس جمهورية البرازيل الاتحادية جايير بولسونارو والسيدة الأولى ميشيل بولسونارو زوجة أبو العريس. كانت واحدة من وصيفات العروس في حفل الزفاف. في 10 أكتوبر 2020 ولدت ابنة إدواردو وهيلويسا الطفلة تدعى جورجيا وولف بولسونارو، وُلدت الطفلة في الساعة 5:25 صباحًا.

## الجوائز
في عام 2015 احتل إدواردو بولسونارو المرتبة الأولى في فئة «مكافحة الفساد والجريمة المنظمة» في جوائز فوكس 2015. وحصل بولسونارو على 16.769 صوتًا، متقدماً بأكثر من 10 آلاف صوتًا على المركز الثاني.
في عام 2017 احتل إدواردو بولسونارو المرتبة الأولى في فئة «أفضل نائب» لجوائز فوكس لعام 2017. حصل على 55.256 صوتًا، متقدمًا ثلاث مرات تقريبًا على المركز الثاني.

## النقد

### القانون المؤسسي الجديد
في أواخر أكتوبر 2019 قال إدواردو إن «القانون رقم خمسة الجديد» كان احتمالًا في حالة «التطرف اليساري» في البرازيل. وجاء الخطاب في مقابلة مع قناة «ليدا ناغل» على موقع يوتيوب بعد سؤال حول الاحتجاجات في تشيلي. تم تحرير القانون المؤسسي رقم 5 في عام 1968، خلال أقسى فترة من الديكتاتورية العسكرية البرازيلية وأسفرت عن حل الكونغرس الوطني والمجالس التشريعية للولايات، بالإضافة إلى تعليق الضمانات الدستورية، مما يسمح بإلغاء السياسة السياسية. الحقوق في شكل موجز ونهاية أمر الإحضار. تميزت الفترة التي أعقبت الفانون بتكثيف الرقابة والقمع السياسي، مع تعذيب واغتيال معارضي النظام.
أثار تصريح إدواردو ردود فعل سلبية واسعة النطاق من أحزاب اليسار والوسط واليمين، بالإضافة إلى القضاء. وقالت المعارضة إنها ستدين إدواردو أمام مجلس الأخلاقيات والتزيين البرلماني. قال العمدة رودريغو مايا في بيان رسمي إن الإعلان عن القانون كان «بغيضًا» وأن «الاعتذار المتكرر عن أدوات الديكتاتورية يعاقب عليه بالأدوات التي تحتفظ بالمؤسسات الديمقراطية البرازيلية».
يكفل الدستور عدم معاقبة إدواردو بولسونارو «على أي من آرائه أو أقواله أو أصواته»، ما يسمى «الحصانة البرلمانية» المنصوص عليها في المادة 53 من الدستور. ومع ذلك ينص الدستور نفسه أيضًا في المادة 55 على أن عضو البرلمان قد يفقد ولايته أو ولايتها بسبب «الإخلال بالآداب العامة» إذا كان هناك «إساءة استخدام للامتيازات (الحقوق)» المكفولة لأعضاء الكونغرس. وبناءً على ذلك أعلنت المعارضة أنها ستطالب بإقالة إدواردو في مجلس الأخلاق والديكور البرلماني.
بعد رد الفعل السلبي القوي وتوبيخه من قبل الرئيس جايير بولسونارو، قال النائب إنه أسيء تفسيره في برنامج البرازيل العاجل لباند، واعتذر عن البيان.